# Dictionnaire des risques psychosociaux
Le Dictionnaire des risques psychosociaux est un dictionnaire sur les risques liés au travail, publié en 2014 au Seuil. Il est coordonné par Philippe Zawieja et Franck Guarnieri. 

## Description
Les risques psychosociaux sont abordés sous leurs dimensions psychologique, sociologique, ergonomique, philosophique, et sous différents angles (théorique, méthodologique, outils…).
Initié en mai 2012, cet ouvrage a rassemblé 251 contributeurs de différents champs disciplinaires, prenant le travail pour objet. Il s'agit de chercheurs universitaires, de praticiens et de représentants des autorités publiques compétentes dans le domaine du travail.
L'ouvrage a reçu le prix René-Joseph Laufer de l’Académie des sciences morales et politiques et le Prix du Livre RH 2015, par SYNTEC Conseil en Recrutement, SciencesPo et Le Monde,.